# Il giardino delle torture
Il giardino delle torture (Torture Garden) è un film del 1967 diretto da Freddie Francis.
La pellicola britannica è stata prodotta dalla Amicus.

## Trama
In un luna park cinque persone (tre uomini e due donne) vengono invitate dal dottor Diabolo, direttore del “Giardino delle Torture”, a visitare un'ala nascosta del suo padiglione dove egli mostrerà loro un orrore ben più grande delle comuni attrazioni da baraccone cui sono abituati. Si tratta di una statua di cera raffigurante la moira Atropo, le cui forbici, se osservate intensamente, regalano paurose visioni del prossimo futuro. Quattro di loro decidono di affrontare la sfida lanciata dal dottor Diabolo.

### Primo episodio -Enoch
Dopo che uno degli avventori, Colin Williams, ha osservato Atropo e dopo che le forbici della moira hanno reciso un filo di lana, parte il primo episodio che solo il giovane riesce a vedere e a vivere in prima persona. L'episodio vede come protagonista l'attore Michael Bryant. In esso Colin, giovane squattrinato avido e nullafacente, è mandato a chiamare da un anziano zio gravemente ammalato, dal quale spera di essere nominato suo erede. Ma il vecchio, nonostante viva da benestante in una casa di sua proprietà, afferma di non possedere altro denaro. Volendo costringerlo a rivelargli dove tenga nascosti i suoi averi, Colin provoca la morte dello zio prima che questi abbia potuto metterlo a parte del suo segreto, che tuttavia ritornerà alla luce grazie a una misteriosa bara sepolta in cantina. Si tratta del gatto magico di una strega che lo zio, a suo tempo, ingannò e rinchiuse in quel baule dopo aver sfruttato il suo potere per arricchirsi. Una volta liberato l'animale Colin sfrutta anche il suo potere magico per arricchirsi, senza rendersi conto di diventare un schiavo dei rituali di sangue che il gatto richiede sempre più spesso. Finito in prigione per omicidio viene ucciso dal gatto e il poliziotto che lo trova diventa il nuovo padrone/schiavo dell'animale.

### Secondo episodio -Terrore su Hollywood
Subito dopo l'esperienza di Colin, Carla Hayes, una delle due ragazze che è entrata nel padiglione gestito dal dott. Diabolo, si avvicina ad Atropo. Con il medesimo modus operandi, la ragazza, è proiettata nel futuro e vive la sua storia. L'episodio vede come protagonista l'attrice Beverly Adams che interpreta, appunto, Carla Hayes. Carla, che nella vita altro non è che una aspirante attrice disposta a tutto pur di fare carriera, riesce, con l'inganno, a “soffiare” un appuntamento importante ad una sua amica, anche lei aspirante attrice. Carla riesce ad incontrare, quindi, un noto attore di Hollywood nonché il suo produttore cinematografico, per mezzo dei quali, ottiene una parte in un film. Carla scoprirà però che dietro il mondo delle star si cela un terribile segreto. Le star sono assolutamente perfette sui set per un semplice motivo. Non sono più esseri umani. Grazie a particolari operazioni, le parti organiche "inutili" vengono tolte e sostituite con parti meccaniche. Quanto Carla si rende conto che questo sarà il suo destino tenta la fuga ma viene catturata e operata a forza. L'anno dopo si ritroverà sul red carpet di un cinema a presentare il suo nuovo film.

### Terzo episodio -Il signor Steinway
Dopo l'esperienza di Carla è la volta della sua amica Dorothy, ciononostante Carla cerchi di dissuaderla dal provare quella esperienza. Dorothy osserva la moira e, anche nel suo caso, è proiettata nel futuro. Il dottor Diabolo avverte tutti gli avventori che, quello che vivranno, è ciò che in realtà alberga dentro di loro. L'episodio è interpretato dall'attrice Barbara Finn. In esso si narra di Dorothy Endicott, giornalista di grido, che si innamora del famoso pianista Leo Winston dopo che lui le ha concesso di intervistarlo. Leo vive con la sola compagnia della sua musica e ha uno strano attaccamento al pianoforte regalatogli dalla madre, al quale spesso si rivolge chiamandolo Euterpe. Dorothy vorrebbe liberare Leo da questa sua fissazione ma dopo che lo avrà messo di fronte a una scelta definitiva si renderà conto d'aver commesso un fatale errore. Lo spirito della madre di Leo possiede il pianoforte e non vuole che il figlio si stacchi mai da lei. Prendendo vita si muove per la stanza e spinge Dorothy giù da una finestra, facendola sfracellare sul marciapiede.

### Quarto e ultimo episodio -L'uomo che collezionava Poe
Colin, Carla e Dorothy sono molto scossi. L'esperienza è stata tremenda. Ma ora è la volta di Ronald Wyatt, ossia del penultimo avventore. Anche lui osserva la moira e, per conseguenza, parte la sua avventura. L'episodio vede come protagonista l'attore Jack Palance. In essa si narra di Ronald, bell'uomo con una passione maniacale per tutto quello che riguarda lo scrittore Edgar Allan Poe. Il ricco collezionista Lancelot Canning, che possiede innumerevoli oggetti appartenuti al grande narratore, lo invita nella sua casa-museo di Baltimora, dove in un sotterraneo chiuso a chiave egli conserva diversi manoscritti inediti di Poe. La provenienza di quelle opere è legata però a un oscuro e affascinante mistero. Nella casa del collezionista Ronald, dopo un'accesa discussione sui vari pezzi unici che l'uomo possiede e la frustrazione di non poterli mai avere, in preda alla rabbia uccide l'uomo. Frugando in casa trova la porta di uno scantinato e qui, ancora intento a scrivere, trova Poe. Lo scrittore, a suo tempo, aveva stipulato un patto per poter scrivere per sempre per cui la sua morte era solo stata simulata, ma ora, dopo decenni, vuole solo morire per davvero e chiede a Ronald di bruciarlo in modo da portelo liberare una volta per tutte dalla sua condanna. Ma la richiesta nasconde un inganno. Quanto Ronald, allettato dalla possibilità di avere per sé tutte le opere inedite di Poe, dà fuoco alla stanza, lo scrittore gli dice che adesso la sua anima è libera ma che ora Ronald dovrà prendere il posto vuoto lasciato all'inferno.
Vissuta anche la quarta storia ora è il momento della quinta ma l'uomo che dovrebbe avvicinarsi alla statua sembra troppo spaventato. Diabolo lo afferra per un braccio e cerca di trascinarlo avanti ma l'uomo inizia a divincolarsi e spinge Diabolo addosso alla statua. Quando l'imbonitore cade a terra si vedono le forbici piantate nel suo corpo. Tutti i presenti terrorizzati fuggono. Quando è sicuro che non ci sia più nessuno, Diabolo si alza da terra togliendo le finte forbici dalla finta ferita. Solo Ronald è rimasto, nascosto da uno dei drappi. Si limita a sorridere a tutta la farsa fatta fino a quel momento e poi con un cenno del capo se ne va anche lui.
Ma Diabolo non ha ancora finito. Tira fuori il denaro pagato dai spettatori e lo getta in un braciere acceso. Tra le fiamme che si innalzano si vede il suo volto mutare velocemente in quello di un vero diavolo, segno che le visioni avute dagli spettatori sono l'esatto futuro che spetterà ad ognuno di loro.